# Leinster Rugby
Leinster Rugby (wym. [ˈlɛnstər ˈrʌgbɪ]) – irlandzki zespół rugby z prowincji Leinster założony w 1875 r. Drużyna reprezentuje cały region na arenie krajowej i międzynarodowej. Największe sukcesy to triumfy w European Rugby Champions Cup i w lidze Pro14.

## Historia
Reprezentacja Leinster w rugby powstała w 1875 r. Miała razem z trzema innymi reprezentacjami występować w mistrzostwach Irlandii. Kiedy w 1995 rugby zaczęło się przekształcać w sport zawodowy Leinster rugby zostało jednym z czterech profesjonalnych zespołów w Irlandii. Tego samego roku w Europie rozpoczęły się rozgrywki Pucharu Heinekena. Od pierwszej edycji drużyna z Leinster występuje w nich nieprzerwanie. W sezonie 2001/2002 Leinster wygrało pierwszy sezon Ligi Celtyckiej. W kolejnych sezonach największym osiągnięciem był półfinał Pucharu Heinekena w 2006. Sezon 2007/2008 przyniósł zespołowi drugie mistrzostwo Ligi Celtyckiej. W sezonie 2008/2009 zespół odniósł sukces awansując po raz pierwszy do finału Pucharu Heinekena. 23 maja 2009 roku na Murrayfield Stadium drużyna Leinster pokonała Leicester Tigers 19:16. Puchar Heinekena Leinster zdobyło jeszcze dwukrotnie: w 2011 i 2012, a w 2012 i 2013 zwyciężało w lidze Pro12. W 2018 osiągnęło podwójny sukces: zwyciężyło w European Rugby Champions Cup oraz w lidze Pro14.

## Stadion
Klub rozgrywa swoje mecze na stadionie RDS Arena, w przypadku meczów o większą stawkę klub przenosi się na Aviva Stadium. Do roku 2007 klub rozgrywał swoje mecze na  Donnybrook Stadium jednak jego pojemność (6 000 kibiców) jest zbyt mała aby rozgrywać mecze dlatego zazwyczaj służy do rozgrywania meczów drużyn amatorskich bądź spotkań w ramach British & Irish Cup.

## Trofea
- Mistrzostwo Irlandii: 22 razy
- United Rugby Championship: dziewięciokrotnie mistrzostwo (w sezonach 2001/2002, 2007/2008, 2012/2013, 2013/2014, 2017/2018, 2018/2019, 2019/2020, 2020/2021 i 2024/2025[5]), pięciokrotnie finalista (w sezonach 2005/2006, 2009/2010, 2010/2011, 2011/2012 i 2015/2016)
- European Rugby Champions Cup: czterokrotnie zwycięstwo (w sezonach 2008/2009, 2010/2011, 2011/2012 i 2017/2018), czterokrotnie finalista (w sezonach 2018/2019, 2021/2022, 2022/2023[6] i 2023/2024[7])
- European Rugby Challenge Cup: raz zwycięstwo (w sezonie 2012/2013)